# Harun Osmanoğlu
Pour les articles homonymes, voir Osmanoğlu.
Titre
Prétendant au trône ottoman
Depuis le 18 janvier 2021
(4 ans et 3 mois)
Le prince Harun Osman Osmanoğlu, né le 22 janvier 1932 à Damas, est le chef de la dynastie qui a régné sur l’Empire ottoman de 1281 à 1922 et prétendant à cet ancien trône depuis 2021.

## Biographie
Il est prétendant au trône ottoman et au siège califal (aboli par Mustafa Kemal en 1924).